# Tyleria breweriana
Tyleria breweriana är en tvåhjärtbladig växtart som beskrevs av J.A. Steyerm.. Tyleria breweriana ingår i släktet Tyleria och familjen Ochnaceae. Inga underarter finns listade i Catalogue of Life.